# USS Indicative (AM-250)
USS Indicative (AM-250) – trałowiec typu Admirable służący w United States Navy w czasie II wojny światowej. Służył na północnym Atlantyku, następnie na Pacyfiku. Później został przekazany Związkowi Radzieckiemu w ramach umowy lend-lease.
Stępkę okrętu położono 29 września 1943 w stoczni Savannah Machine & Foundry Co. w Savannah (Georgia). Zwodowano go 12 września 1943, matką chrzestną była E. L. Smith. Jednostka weszła do służby 26 czerwca 1944, pierwszym dowódcą został Lt. E. A. Comee.
Brał udział w działaniach II wojny światowej. Przekazany Związkowi Radzieckiemu służył jako T-273. Zatopiony przez minę w maju 1945.